# Salarisplafond
Een salaris-, loon- of inkomensplafond is het niveau waarboven iemands inkomen niet mag stijgen. Wanneer dit bepleit wordt vanuit egalitaire overwegingen, spreekt men ook over een maximumloon, vaak geconcipieerd als een veelvoud van het minimumloon. 

## Verenigde Staten
Tijdens een lezing in het New York van de Gilded Age riep de hervormer Felix Adler in 1880 op om een progressieve inkomstenbelasting in te stellen met 100% als hoogste schaal. Deze voorstellen kregen echo's tijdens de Eerste Wereldoorlog maar deemsterden nadien weg. Het Amerikaanse congreslid Wesley Lloyd diende in 1933 een amendement in dat tot doel had in de Grondwet te bepalen dat personen jaarlijks niet meer dan 1 miljoen dollar zouden kunnen verdienen. Ook de zuidelijke senator Huey Long oogstte veel weerklank met dergelijke voorstellen. Toen de VS zich in 1942 in de Tweede Wereldoorlog begaven, vroeg president Franklin Delano Roosevelt het parlement om alle inkomen boven 25.000 dollar weg te belasten (hoogste belastingschaal op 100%). Zijn voorstel werd niet aangenomen, maar het zette wel de toon. Op het hoogtepunt van deze politiek in 1944 werd inkomen boven de 200.000 dollar belast aan 94%.

## België
De Belgische corporate governance code schrijft voor dat managers op een billijke en verantwoorde wijze worden vergoed, maar er is geen absoluut maximumbedrag, noch een koppeling aan de lonen die het bedrijf aan andere medewerkers uitbetaalt. Enkel voor overheidsbedrijven is er een loonplafond.
In het sociaal beleid zijn inkomensplafonds een manier om voordelen gericht te verstrekken. Zo wordt het recht op sommige uitkeringen binnen de sociale zekerheid slechts geopend wanneer een bepaald inkomensplafond niet wordt overschreden. Er is bijvoorbeeld geen recht op kinderbijslag wanneer het kind een inkomen verdient boven een bepaald maximumbedrag (bv. loon voor een vakantiejob of een eigen sociale uitkering). Ook op gezinsniveau geldt een dergelijke inkomensgrens voor bepaalde toeslagen in de kinderbijslag. Voorts bestaan er inkomensplafonds voor het recht op juridische bijstand (door een pro-Deo-advocaat), extra kindergeld of bouw- of verbeteringspremies.

## Nederland
De balkenendenorm uit 2006 bepaalt dat het inkomensplafond van openbaar bestuurders 130 procent is van een ministerssalaris. De daaruit voortgekomen Wet normering topinkomens legt sinds 2013 beperkingen op aan de bezoldiging van topfunctionarissen in de (semi)publieke sector. Soms lukt het echter niet een maximum aan het inkomen van een bepaalde beroepsgroep te stellen. In oktober 2013 bijvoorbeeld oordeelde de Nederlandse rechter dat de regering bestuurders van woningcorporaties geen salarisplafond mocht opleggen.
Ook het peil waarboven het inkomen niet mag stijgen om voor iets in aanmerking te komen, bijvoorbeeld een sociale huurwoning, wordt wel een plafond genoemd. Synoniemen zijn inkomensgrens en -limiet.

## Beroepssporters
Ook in de sport is er soms sprake van een salarisplafond. Zo wordt vooral in de Amerikaanse sportwereld wel de afspraak gemaakt dat een club niet meer dan een bepaald percentage of een bepaald bedrag aan salarissen aan de spelers mag uitgeven. Het salarisplafond leidt ertoe dat de rijke clubs niet alle goede spelers kunnen kopen, zoals in het Europese voetbal gebeurt. Bij clubs als Chelsea, Real Madrid of FC Barcelona zullen alle topspelers spelen, aangezien ze daar het meeste geld zullen verdienen. In Amerika werkt men daarom met een salarisplafond (de zogenaamde salary cap), zodat de teams aan elkaar gewaagd blijven. Hierdoor zijn er in het verleden ook discussies opgelaaid over een salarisplafond in het Europese voetbal. Het is echter nog maar de vraag of zo'n salarisplafond juridisch wel houdbaar is onder het Europese recht.
De onderhandelingen tussen de Amerikaanse sportbonden en spelersbonden over de hoogte van het salarisplafond zijn vaak moeizaam verlopen. Zo was het ijshockeyseizoen 2004/2005 van de NHL afgeschaft: er was geen overeenstemming tussen de twee bonden, en spelers weigerden te spelen. In sommige sporten is er zelfs een salarisminimum, zodat eigenaren hun spelers niet kunnen uitbuiten.